# Soledad (El Paraíso)
Soledad é uma cidade hondurenha do departamento de El Paraíso.